# وينيفريد توتين
وينيفريد توتين (بالإنجليزية: Winifred Pennington)‏ (ولدت في 8 أكتوبر 1915 - توفيت في 1 مايو 2007) وهي عالمة الأحياء والمسطحات المائية الداخلية البريطانية.